# Эдо Дапифер
Эдо Дапифер (или Эдо Сенешаль; фр. Eudo Dapifer; ум. в 1120 г.) — нормандский рыцарь, участник завоевания Англии Вильгельмом Завоевателем. Прозвище «Дапифер» (лат. Dapifer) указывало на занимаемый пост при дворе короля Англии — Эдо являлся сенешалем (лордом-стюардом) английского короля.

## Биография
Эдо был четвёртым сыном Губерта де Ри, нормандского барона, по легенде спасшего жизнь молодому Вильгельму Завоевателю во время одного из мятежей нижненормандской аристократии. В юности Эдо, как и старшие братья, находился на службе у герцога Вильгельма и, очевидно, участвовал в нормандском завоевании Англии. Достоверных свидетельств, сражался ли Эдо в битве при Гастингсе, однако, нет: существует предположение, что упоминаемый Васом сеньор де Прё, участвовавший в битве, в действительности являлся Эдо Дапифером, но однозначно это до настоящего времени не установлено.
Все сыновья Губерта де Ри вскоре после завоевания Англии получили от короля Вильгельма обширные земельные владения и должности в королевской администрации. Старший сын Ральф Фиц-Губерт был назначен кастеляном Ноттингемского замка, второй сын Губерт — констеблем Нориджа, третий сын Адам получил земли в Кенте и был одним из представителей короля во время переписи 1085 г. Однако вскоре трое старших братьев, вместе с отцом, вернулись в Нормандию, где продолжали служить в администрации короля Вильгельма. В Англии остался лишь младший сын Губерта де Ри — Эдо, которому были пожалованы земли в Эссексе (двадцать пять маноров) и ряде других графств Восточной Англии.
Около 1070 г. Эдо Фиц-Губерт был назначен сенешалем (стюардом) королевского двора. С этим назначением связано несколько легенд. По одной из них, отец Эдо, Губерт де Ри, в начале 1066 г. находился у постели умирающего английского короля Эдуарда Исповедника и принял из его уст сообщение, что своим наследником Эдуард назначает нормандского герцога Вильгельма. Губерт де Ри привёз это известие в Нормандию, вместе со священными королевскими реликвиями (мечом, в рукоятку которого были помещены частицы мощей святых, золотым охотничьим рогом, и головой могучего оленя). За это Вильгельм Завоеватель пообещал Губерту пост сенешаля. По другой легенде, однажды Вильям Фиц-Осберн, первый сенешаль Англии и граф Херефорд подал королю Вильгельму недожаренный кусок оленины. Разгневанный король хотел ударить Вильяма кулаком, однако прислуживавший за столом Эдо Фиц-Губерт принял удар на себя. По просьбе Вильяма Фиц-Осберна после его отъезда в Нормандию в 1070 г. король назначил сенешалем Эдо.

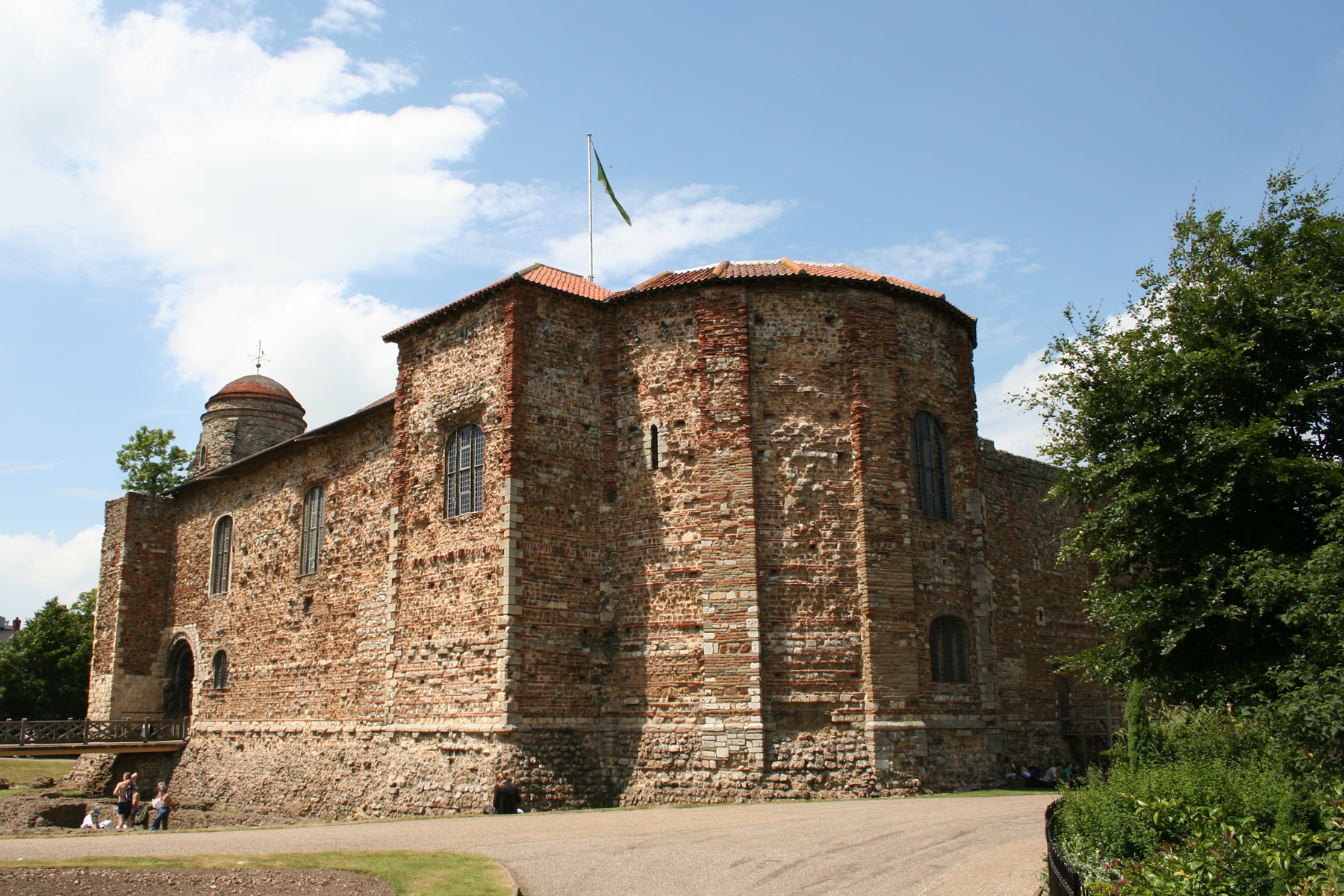
Колчестерский замок, возведённый Эдо Дапифером в 1069—1100 гг.

Пост сенешаля (или стюарда) предполагал руководство хозяйством королевского двора, прежде всего организацию стола и контроль пищи от возможных попыток отравления. В подчинении сенешаля также находились работники королевской кухни и кладовых, а также виночерпии. Наряду с камергером, пост сенешаля являлся высшей должностью в системе управления королевским двором. Эдо оставался сенешалем Вильгельма Завоевателя на протяжении семнадцати лет и присутствовал у смертного одра короля в Руане в 1087 г. Позднее он активно способствовал вступлению на престол после смерти Завоевателя его второго сына Вильгельма II Руфуса. Именно Эдо сопровождал Руфуса в Англию и обеспечил захват королевской казны в Винчестере и переход под контроль Руфуса портов Ла-Манша. В дальнейшем Эдо Дапифер оставался близким соратником Вильгельма II и расширил своё влияние при дворе. После воцарения в Англии в 1100 г. Генриха I Эдо на некоторое время впал в немилость короля, из-за подозрения в сотрудничестве с Робертом Куртгёзом, однако вскоре был прощён. Король Генрих I даже присутствовал у постели умирающего Эдо в 1120 г. в замке Прё в Нормандии, где принял распоряжения последнего касательно пожалований в пользу церкви. После смерти Эдо его тело было перевезено в Англию и захоронено в Колчестере.
Эдо Дапифер известен также как покровитель города Колчестер, который находился в центре его эссекских владений. Под руководством Эдо был возведён и в дальнейшем находился под его управлением величественный Колчестерский замок, знаменитый своим донжоном, самым высоким в Англии. В 1096/1097 г. Эдо вместе со своей женой и Гилбертом де Клером основали в Колчестере церковь Св. Петра. Он также был активным дарителем и после своей смерти завещал часть своих земель и значительную сумму денег Колчестерскому аббатству. До сегодняшнего дня скульптура Эдо Дапифера украшает здание городского управления Колчестера.

## Брак и дети
Эдо Дапифер был женат на Рохезе де Клер, сестре Гилберта Фитц-Ричарда де Клера, от которой имел единственного ребёнка — дочь Маргариту, которая унаследовала владения своего отца и вышла замуж за Вильгельма де Мандевиля, сына Жоффруа де Мандевиля, констебля Тауэра. У Маргариты и Вильгельма позднее родился сын Жоффруа де Мандевиль, в дальнейшем граф Эссекс и один из наиболее активных участников феодальной анархии в Англии в 1140-е гг.